# Русанов, Иван Иванович
Иван Иванович Русанов (ок. 1753 — 1814) — генерал-майор; генерал-контролёр.

## Биография
Родился около 1753 года, в службе был с 1771 года; служил в Военной коллегии; 27 ноября 1788 года из надворных советников был произведён в чин военного советника; в 1788—1793 годах находился при вице-президенте Военной коллегии графе В. П. Мусине-Пушкине — «у исправления дел, Всевысочайше ему вверенных»; 22 сентября 1793 года получил орден Св. Владимира 3-й степени (ранее уже был пожалован орденом 4-й степени); 24 июня 1801 года был произведён в генерал-майоры и назначен Правителем канцелярии воинской комиссии Военной коллегии, учреждённой тогда под председательством цесаревича Константина Павловича; в 1810 году был генерал-контролёром Счётной и контрольной экспедиции Военной коллегии.
Умер 26 января (7 февраля) 1814 года в Санкт-Петербурге и был похоронен на Смоленском кладбище.
В «Историческом очерке Главного штаба», в истории организации, расквартирования и передвижения войск за период 1801—1805 гг., была напечатана (Столетие Военного Министерства. Т. IV. Ч. I. Кн. 2. Отд. 2. — С. 149—157) составленная Русановым «Пиеса[sic] о расположении войск по инспекциям», описывавшая организацию и дислокацию войск в начале царствования Императора Александра I; в том же издании, (Т. IV. Ч. I. Кн.  1. Отд. 1, прил. — С. 1—4), было напечатано составленное им же «Исчисление о собранных в Российской Империи в прошедшем осьмнадцатом столетии рекрутах» (май 1802). В 1804 году Русанов представил проект организации военных поселений на несколько иных основаниях, чем те, на которых они впоследствии осуществились. Проект Русанова, «выказавшего», по мнению генерала И. И. Фабрициуса, «во многих своих трудах по военным вопросам весьма недюжинные организаторские способности, находился в связи с остальными предположениями этого генерала по организации пенсионного и инвалидного дела, изложенными в объемистой докладной записке, поданной им в Военную Коллегию» (на основании которых в 1811 году около крепости Бобруйска возник инвалидный поселок).